# C'est l'amour (film)
Pour les articles homonymes, voir C'est l'amour (homonymie).
Pour plus de détails, voir Fiche technique et Distribution.
C'est l'amour est un drame romantique français réalisé par Paul Vecchiali et sorti en 2015.

## Synopsis
Dans un petit village du Var, Odile, qui soupçonne injustement que son mari Jean la trompe, décide de se venger en prenant un amant, après onze ans de mariage. Elle choisit Daniel rencontré au cours d'un bal populaire au bord de la plage, mais qui se trouve être en couple avec un autre homme, Albert. Un amour tragique va naître entre Odile et Daniel.

## Fiche technique
- Titre : C'est l'amour
- Réalisation : Paul Vecchiali
- Scénario : Paul Vecchiali
- Musique : Catherine Vincent
- Montage : Vincent Commaret
- Photographie : Philippe Bottiglione
- Costumes :
- Décors : Maurice Hug
- Son : Francis Bonfanti
- Producteur : Thomas Ordonneau et Paul Vecchiali
- Production : Shellac et Dialectik
- Distribution : Shellac
- Pays d'origine :  France
- Durée : 97 minutes
- Genre : drame romantique
- Dates de sortie :
  -  Argentine : 5 novembre 2015
  -  France : 9 mars 2016

## Distribution
- Pascal Cervo : Daniel Tonnaire, petit acteur de cinéma qui n'a pas encore percé
- Astrid Adverbe : Odile Raffali
- Julien Lucq : Jean Raffali, comptable
- Frédéric Karakozian : Albert Rédiguian, ancien militaire, amant de Daniel
- Manuel Lanzenberg : Manu, ancien camarade d'Albert
- Mireille Roussel : Isabelle Vaufin, l'agent de Daniel
- Simone Tassimot : Esther, la mère d'Odile
- Roland Munter : Henri Pellegrin
- Raphaël Neal : le premier nudiste
- Paul Vecchiali : M. Raffali, le père de Jean
- Axelle Ropert : Ophélie,  la sœur d'Odile
- Serge Bozon : le journaliste